# 11417 Chughtai
11417 Chughtai eller 1999 JW117 är en asteroid i huvudbältet som upptäcktes den 13 maj 1999 av LINEAR i Socorro County, New Mexico. Den är uppkallad efter Asma Latif Chughtai.